# الجرير الأعلى (الشاهل)

تعديل مصدري - تعديل

الجرير الأعلى هي إحدى قرى عزلة جانب اليمن بمديرية الشاهل التابعة لمحافظة حجة، بلغ تعداد سكانها 120 نسمة حسب تعداد اليمن لعام 2004.